# Cerro de Punta
Il Cerro de Punta, conosciuto anche come Cerro Puntita, con i suoi 1.338 m è il monte più alto di Porto Rico. Fa parte della catena montuosa della Cordillera Central, ed è localizzato nel comune di Ponce.